# Municipio de Peoples
El municipio de Peoples (en inglés: Peoples Township) es un municipio ubicado en el condado de Boone en el estado estadounidense de Iowa. En el año 2010 tenía una población de 334 habitantes y una densidad poblacional de 3,56 personas por km².

## Geografía
El municipio de Peoples se encuentra ubicado en las coordenadas 41°54′24″N 93°59′22″O / 41.90667, -93.98944. Según la Oficina del Censo de los Estados Unidos, el municipio tiene una superficie total de 93.88 km², de la cual 93,88 km² corresponden a tierra firme y (0 %) 0 km² es agua.

## Demografía
Según el censo de 2010, había 334 personas residiendo en el municipio de Peoples. La densidad de población era de 3,56 hab./km². De los 334 habitantes, el municipio de Peoples estaba compuesto por el 97,9 % blancos, el 1,2 % eran afroamericanos, el 0,6 % eran de otras razas y el 0,3 % eran de una mezcla de razas. Del total de la población el 0,6 % eran hispanos o latinos de cualquier raza.